# 双孤堆古墓葬
双孤堆古墓葬，位于江苏省徐州市睢宁县张圩，是中华人民共和国江苏省文物保护单位之一。
1982年3月25日，授予江苏省文物保护单位，是一座古墓葬。